# Format avançat

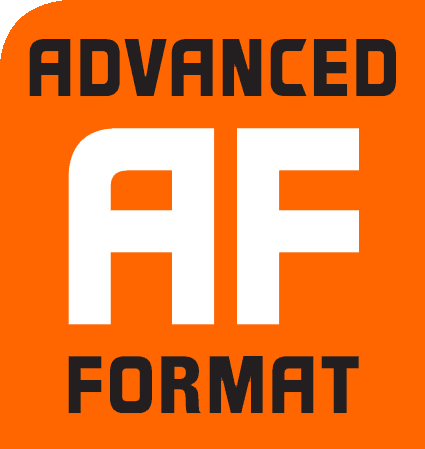
Logotip de format avançat.

El format avançat (AF) és qualsevol format de sector de disc utilitzat per emmagatzemar dades en discs magnètics en unitats de disc dur (HDD) que superin els 528 bytes per sector, sovint 4096, 4112, 4160 o 4224 bytes (4 KB) sectors. Els sectors més grans d'una unitat de format avançat (AFD) permeten la integració d'algoritmes de correcció d'errors més forts per mantenir la integritat de les dades a densitats d'emmagatzematge més altes.

## Història
L'ús de sectors de dades llargs es va suggerir l'any 1998 en un document tècnic publicat pel National Storage Industry Consortium (NSIC) que crida l'atenció sobre el conflicte entre els continus augments de la densitat de l'àrea i el format tradicional de 512 bytes per sector utilitzat. en unitats de disc dur. Sense avenços revolucionaris en les tecnologies dels sistemes d'enregistrament magnètic, les densitats d'àrea i, amb elles, les capacitats d'emmagatzematge, es preveu que les unitats de disc dur s'estancaran.
L'organització comercial de la indústria de l'emmagatzematge, International Disk Drive Equipment and Materials Association (IDEMA), va respondre organitzant el Comitè del Sector de Dades Llarges d'IDEMA l'any 2000, on IDEMA i els principals proveïdors de maquinari i programari van col·laborar en la definició i desenvolupament d'estàndards que regeixen els sectors de dades llargues. inclosos els mètodes pels quals es donaria suport a la compatibilitat amb components informàtics heretats. L'agost de 2005, Seagate va enviar unitats de prova amb 1.000 sectors físics als socis de la indústria perquè les provessin. :Figure 3El 2010, es van completar els estàndards de la indústria per a la primera generació oficial de sectors de dades llargs amb una configuració de 4096 bytes per sector, o 4K. Tots els fabricants de discs durs es van comprometre a enviar noves plataformes de disc dur per a productes d'escriptori i portàtils amb el format del sector Format avançat abans del gener de 2011.
El format avançat es va encunyar per cobrir el que s'esperava que es convertiria en diverses generacions de tecnologies del sector de dades llargues, i el seu logotip es va crear per distingir les unitats de disc dur basades en el sector de dades llargues de les que utilitzen el sector de 512 bytes heretats. Els discs empresarials es poden formatar amb camps d'integritat de dades addicionals de 8 bytes, donant lloc a sectors físics de 520 o 528 bytes.

Eficàcia del format del disc dur amb tecnologia Advanced Format 4K i ECC distribuït

## Visió general
| Descripció                          | Sector de 512 bytes | Sector de 4096 bytes |
| ----------------------------------- | ------------------- | -------------------- |
| Gap, sincronització, marca d'adreça | 15 bytes            | 15 bytes             |
| Dades de l'usuari                   | 512 bytes           | 4096 bytes           |
| Codi de correcció d'errors          | 50 bytes            | 100 bytes            |
| Total                               | 577 bytes           | 4211 bytes           |
| Eficiència                          | 88,7%               | 97,3%                |

El format avançat de la primera generació, la tecnologia del sector 4K, utilitza els mitjans de superfície d'emmagatzematge de manera més eficient combinant dades que s'haurien emmagatzemat en vuit sectors de 512 bytes en un únic sector de 4096 bytes (4 KB) de llargada. Es mantenen els elements clau de disseny de l'arquitectura sectorial tradicional de 512 bytes, concretament, les marques d'identificació i sincronització a l'inici i l'àrea de codificació de correcció d'errors (ECC) al final del sector. Entre la capçalera del sector i les àrees ECC, es combinen vuit sectors de 512 bytes, eliminant la necessitat d'àrees de capçalera redundants entre cada fragment individual de dades de 512 bytes. El Comitè del Sector de Dades Llarges va seleccionar la longitud del bloc de 4K per a l'estàndard AF de primera generació per diversos motius, inclosa la seva correspondència amb la mida de paginació utilitzada pels processadors i alguns sistemes operatius, així com la seva correlació amb la mida de les transaccions estàndard en els sistemes de bases de dades relacionals.
| 0              | 1              | 2              | 3              | 4              | 5              | 6              | 7              | 8              | 9              | 10             | 11             | 12             | 13             | 14             | 15             |
| Sector físic 1 | Sector físic 1 | Sector físic 1 | Sector físic 1 | Sector físic 1 | Sector físic 1 | Sector físic 1 | Sector físic 1 | Sector físic 2 | Sector físic 2 | Sector físic 2 | Sector físic 2 | Sector físic 2 | Sector físic 2 | Sector físic 2 | Sector físic 2 |

Per exemple, Windows Vista, Windows 7, Windows Server 2008 i Windows Server 2008 R2 (amb certes correccions instal·lades) admeten unitats de format 512e (però no 4Kn), com ho fan les versions contemporànies de FreeBSD i Linux. Mac OS X Tiger i posteriors poden utilitzar unitats de format avançat i OS X Mountain Lion 10.8.2 també admet el xifrat d'aquestes. Windows 8 i Windows Server 2012 també admeten el format avançat 4Kn. Oracle Solaris 10 i 11 admeten unitats de disc dur 4Kn i 512e per a sistemes de fitxers ZFS no root, mentre que la versió 11.1 proporciona suport d'instal·lació i arrencada per a dispositius 512e. Abans de Windows Vista, Windows 2000 SP4 i Windows XP SP2 utilitzaran 2048 bytes o 4096 bytes com a mida d'unitat d'assignació predeterminada quan utilitzeu FAT per formatar dispositius extraïbles com ara unitats flash USB i targeta SD.

## Categories
Entre les iniciatives de format avançat realitzades pel Comitè del Sector de Dades Llarges, també es van abordar mètodes per mantenir la compatibilitat amb les solucions informàtiques heretades. Amb aquesta finalitat, es van crear diverses categories de dispositius de format avançat.

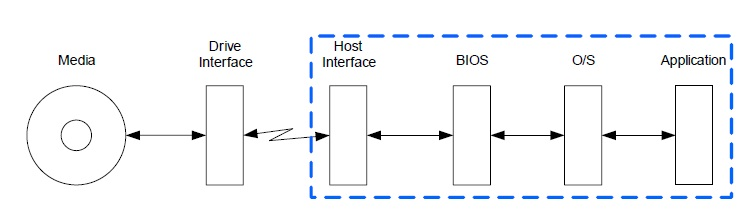
Àrees potencials que utilitzen codi basat en 512 bytes

### Emulació 512 (512e)
Molts components de maquinari i programari de l'ordinador amfitrió assumeixen que el disc dur està configurat al voltant dels límits del sector de 512 bytes. Això inclou una àmplia gamma d'elements que inclouen conjunts de xips, sistemes operatius, motors de bases de dades, eines d'imatges i particions de disc dur, còpies de seguretat i utilitats del sistema de fitxers, així com una petita part d'altres aplicacions de programari. Per tal de mantenir la compatibilitat amb els components informàtics heretats, molts proveïdors d'unitats de disc dur admeten tecnologies de format avançat al suport de gravació juntament amb un microprogramari de conversió de 512 bytes. Els discs durs configurats amb sectors físics de 4096 bytes amb microprogramari de 512 bytes s'anomenen unitats d'emulació de format avançat 512e o 512.

### 4K nadiu (4Kn)

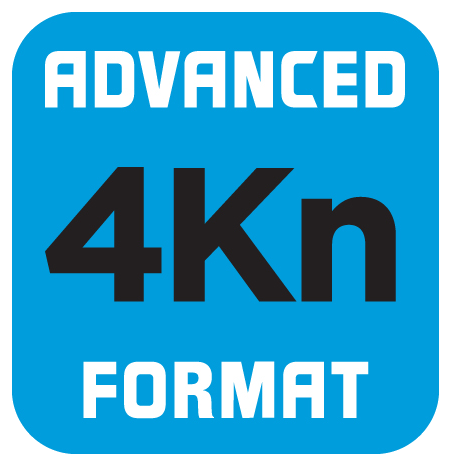
Logotip natiu 4K de format avançat

Per a unitats de disc dur que treballen en 4K mode natiu, no hi ha cap capa d'emulació al seu lloc i el suport del disc exposa directament la seva mida del sector físic de 4096, 4112, 4160 o 4224 bytes al microprogramari del sistema i al sistema operatiu. D'aquesta manera, l'organització dels sectors lògics visibles externament del 4K Les unitats natives s'assignen directament a l'organització dels seus sectors físics interns. Des d'abril de 2014, 4K de classe empresarial Les unitats de disc dur natives estan disponibles al mercat.
Disponibilitat del suport per a 4 Els sectors lògics KB dins dels sistemes operatius difereixen segons els seus tipus, proveïdors i versions. Per exemple, Microsoft Windows admet 4K unitats natives des de Windows 8 i Windows Server 2012 (tots dos llançats el 2012) a UEFI.
Linux admet 4K unitats natives des de la versió del nucli Linux 2.6.31 i util-linux-ng versió 2.17 (publicat el 2009 i el 2010, respectivament).